# Roselin familier
Haemorhous mexicanus
Vous lisez un « bon article » labellisé en 2009.
Synonymes
- Carpodacus mexicanus (protonyme)

Espèce
Statut de conservation UICN

 LC  : Préoccupation mineure
Le Roselin familier (Haemorhous mexicanus) ou Roselin du Mexique, parfois également appelé Carpodaque du Mexique, est une espèce de passereaux de la famille des Fringillidae.
Très commun, ce passereau est une espèce prolifique en voie d'expansion sur tout le continent nord-américain. De la taille d'un moineau, il est doté d'un bec fort lié à son régime essentiellement granivore. Il existe de nombreuses sous-espèces de cet oiseau, dont une est déclarée éteinte. Très sociable, il fréquente volontiers les mangeoires et nichoirs mis à disposition par les amateurs d'oiseaux, mais peut aussi occasionner des dégâts dans les vergers.

## Description morphologique

### Aspect général
La couleur de base du plumage est marron, mêlée de couleur crème (surtout sur la poitrine et le ventre). La couleur crème souligne aussi la bordure de chaque rémige et de chaque rectrice. Le bec est court et épais, les yeux sont noirs et les pattes marron foncé.
Les mâles adultes présentent des plumes d'un rouge-rosé en différents endroits du corps : au niveau de la calotte, sur la poitrine et le croupion, ainsi que quelques-unes mêlées aux plumes marron du dos. Une ligne d'un rouge plus franc surligne l'œil et de nombreuses rayures brun-gris, mal définies, ornent l'abdomen. Les femelles ont la tête unie sans rayures, et de nombreuses rayures sur le dessous du corps.
Le juvénile ressemble à la femelle. Le jeune mâle présente d'abord quelques plumes rouges éparses sur le front, puis cette coloration s'étend sur le reste de la tête, le croupion et le haut de la poitrine. Ces zones, qui sont nettement rouges chez l'adulte, présentent souvent chez le juvénile une teinte jaunâtre ou orangée. Cette coloration peut demeurer, dans certaines populations, chez les mâles adultes.
Il existe de grandes variations de couleurs du plumage des mâles adultes, de jaune pâle à rouge soutenu en passant par de l’orangé. Ces phases « jaune » et « orange » ne sont pas des sous-espèces et peuvent apparaître dans n’importe quelle population. L’intensité de la couleur rouge dépend de la quantité de carotène absorbée par les mâles dans la nourriture en période de mue. Ils présentent alors l’une ou l’autre phase de couleur mais avec les caractéristiques propres aux sous-espèces auxquelles ils appartiennent, surtout l’étendue et la répartition de la couleur.

### Mensurations
Les femelles sont généralement un peu plus petites que les mâles. Ils mesurent à l'âge adulte de 13 à 15 cm, soit approximativement les dimensions d'un moineau. L'envergure varie de 20 à 25 cm et le poids de 16 à 27 g, avec une moyenne d'environ 22 g. La queue mesure 6,6 cm en moyenne et l'aile 8,4 cm, dont de 78 à 80 mm du poignet à la rémige primaire la plus longue. Le tarse mesure environ 17 mm et le culmen environ 9 mm en moyenne.

### Espèces similaires
Le roselin familier est parfois confondu avec le roselin pourpré (Haemorhous purpureus), qui présente davantage de rouge sur les parties supérieures et moins de rayures brunes sur la partie abdominale du ventre. Il peut aussi être confondu avec le roselin de Cassin (Haemorhous cassinii), qui présente moins de rayures sur l'abdomen.

## Comportement

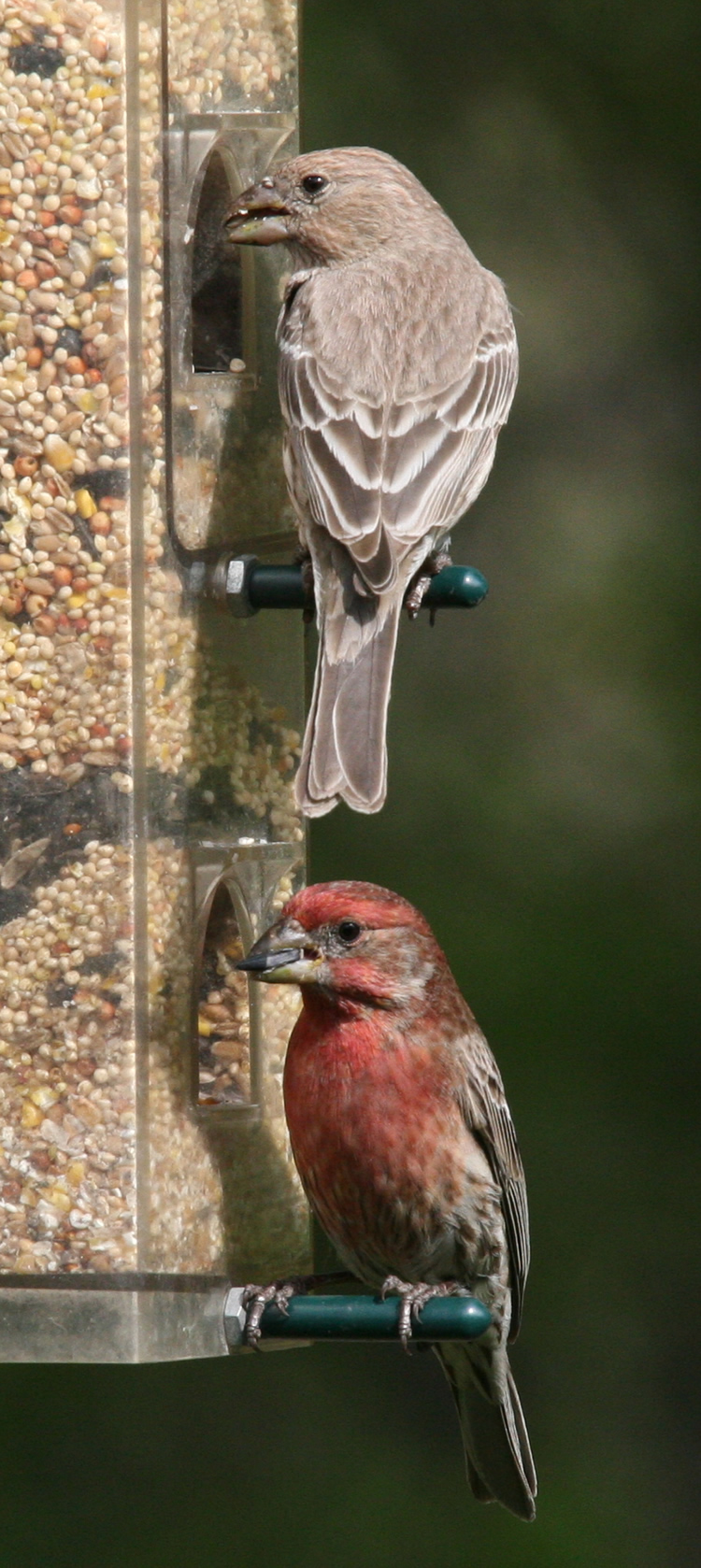
Les roselins familiers viennent volontiers visiter les mangeoires à oiseaux.

### Alimentation

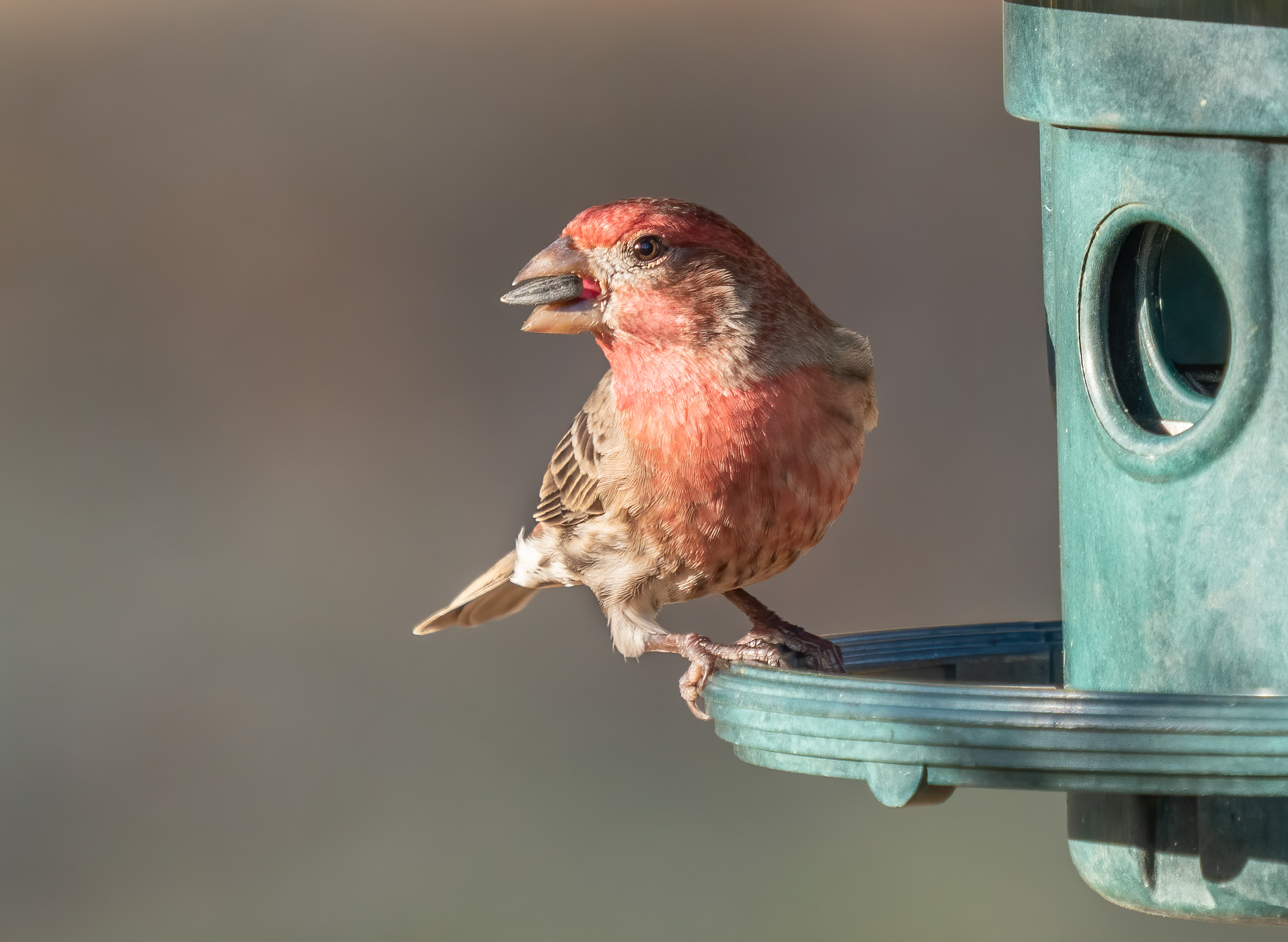
Un roselin familier en train de se nourrir au cimetière de Green-Wood (New York).

Le roselin familier est essentiellement granivore et végétarien, mais son alimentation est davantage insectivore en été. Ses aliments végétaux incluent bourgeons, boutons floraux, graines (surtout d'Astéracées comme les chardons du genre Carduus, le pissenlit, l'armoise ou le tournesol) et fruits (cerises, baies de Phoradendron et mûres de mûrier sont ses favoris, mais aussi figue, poire et pêche). Les quelques insectes consommés sont le plus souvent des pucerons.
Il se nourrit surtout sur le sol et généralement en petits groupes, mais il peut parfois former des groupes nombreux, surtout en dehors de la saison de nidification.
Cet oiseau boit généralement au moins une fois par jour, en recueillant de l'eau dans la partie inférieure de son bec puis en renversant la tête vers l'arrière.

### Comportement social et vocalisations

#### Relations intraspécifiques
Cet oiseau est très sociable toute l'année. Il forme des groupes lâches en période de reproduction, peut s'abattre en colonies parfois importantes sur les champs cultivés en automne et constituer des troupes comptant d'une à plusieurs centaines d'individus en hiver. Perchés, les oiseaux se tiennent près les uns des autres.
Cependant, les parades d'intimidation entre individus sont observées toute l'année que ce soit au dortoir, sur les lieux de nourrissage, lors de la toilette et du chant avec toutefois un certain relâchement de l'agressivité à la fin de l'été lorsque les jeunes forment des groupes mixtes avec les adultes,.
Ses vocalisations sont des cris d'appel courts (tchip ou kwet) ou de longs chants modulés finissant en ziiii. Le mâle chante en général longuement, depuis un poste élevé (arbre élevé, antenne, etc.), le plus souvent après le lever du jour et dans les dernières heures avant le coucher du soleil. Les chants sont essentiellement produits au cours de la saison de nidification. La femelle chante aussi, mais seulement en début de saison, tandis que le mâle chante tout au long de l'année afin de signaler son territoire,.

#### Relations interspécifiques
Assez peu farouche, cette espèce utilise volontiers les mangeoires et nichoirs à oiseaux. Pour plus de détails sur les relations avec l'humain, voir le paragraphe correspondant.
Il semble que dans les zones urbaines et périurbaines, le roselin familier exerce une pression de compétition sur ses proches parents, le roselin pourpre et le roselin de Cassin,, mais cette interaction reste encore à démontrer de façon certaine.
Ses principaux prédateurs sont le chat domestique, l'Épervier de Cooper et l'Épervier brun. Les œufs et les oisillons sont de plus la proie de la Mouffette rayée, du Geai bleu, du Quiscale bronzé, de la Corneille d'Amérique, du Tamia rayé, de l'Écureuil fauve, du rat, du Raton laveur et de divers serpents.
Le roselin familier joue deux rôles écologiques principaux : en tant que source de nourriture pour de nombreux prédateurs, mais également comme consommateur et disséminateur des graines qu'il inclut dans son régime alimentaire.

### Reproduction

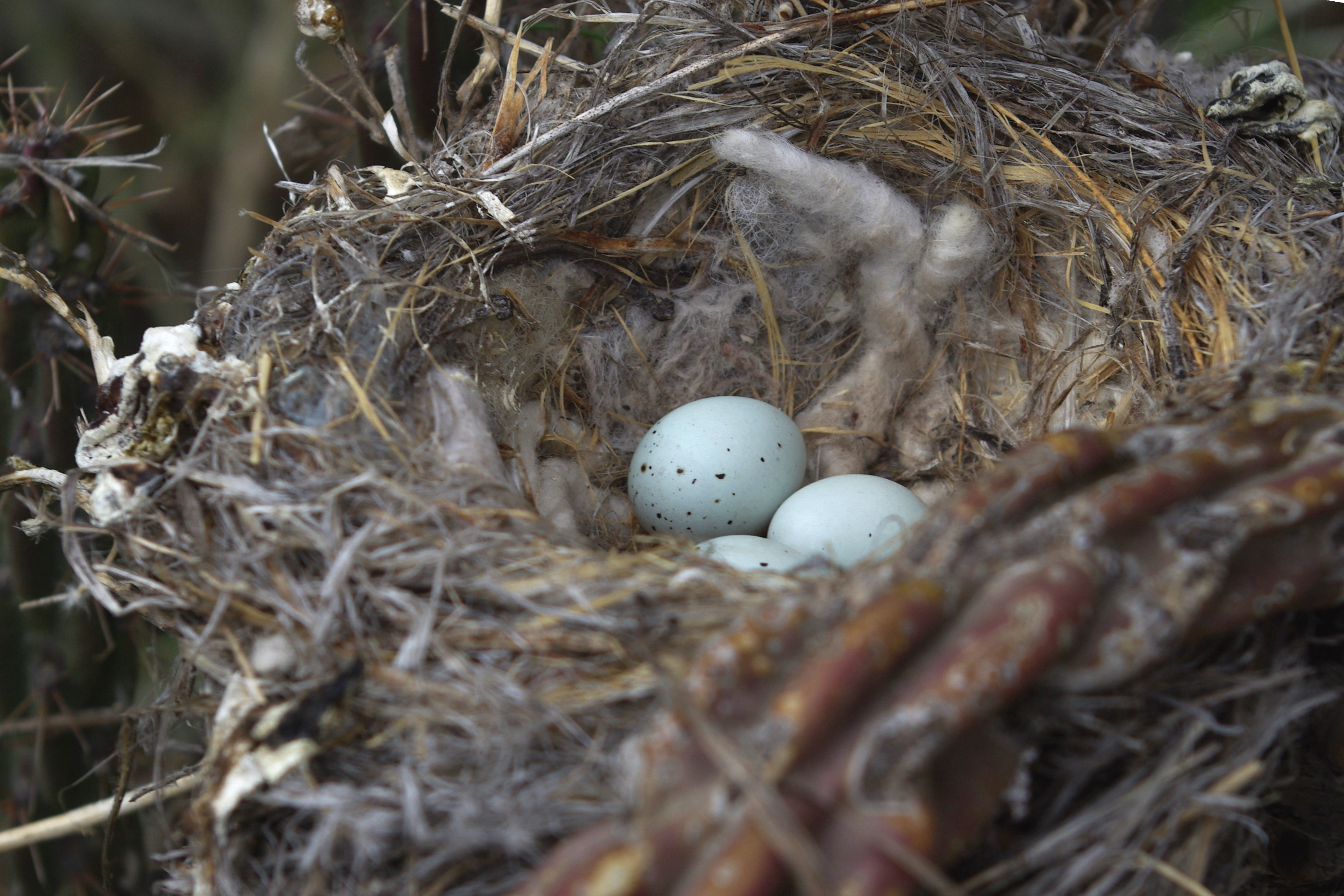
Nid de roselin familier garni de trois œufs.

Le roselin familier est monogame. Les couples commencent à se former en hiver, mais la plupart des relations se forment juste avant la saison de nidification. Cette dernière débute vers le mois de mars par la parade nuptiale du mâle, dont la partie la plus remarquable est le « vol du papillon », une figure au cours de laquelle le mâle monte en vol entre 20 et 30 m puis redescend lentement jusqu'à un perchoir tout en chantant. Le mâle peut également grimper le long d'une tige verticale puis sautiller et voleter rapidement de branche en branche à proximité de la femelle immobile et apparemment désintéressée par cette démonstration visuelle et vocale, le mâle relevant la tête, calotte hérissée, et lançant des strophes très aiguës entrecoupées de trilles mélodieux. La parade comprend aussi des phases de nourrissage de la femelle et des combats avec d'autres mâles rivaux. Des études ont montré que les femelles préféraient les mâles les plus colorés, c'est-à-dire ayant une alimentation plus riche en nourriture contenant des caroténoïdes, ce qui pourrait être un indicateur des capacités du mâle à trouver de la nourriture. Ceci est particulièrement important lors de la mue permettant de passer du plumage juvénile au plumage adulte ; le mâle présente des variations individuelles de couleur, mais avec les caractéristiques propres à la sous-espèce à laquelle il appartient, notamment l'étendue et la répartition de la couleur,. Le choix des femelles par les mâles influe également sur le plumage des premières.
Les mâles d'un an arrivent plus tardivement sur les zones de reproduction et avec un plumage plus terne permettant d'éviter ainsi les comportements agressifs des mâles adultes déjà cantonnés.
Le nid est constitué d'herbe, de feuilles, de petites racines, de fines brindilles, de plumes et autres matériaux fins (laine, fil…). Il est généralement construit par la femelle qui réalise un tissage serré des matériaux afin d'obtenir une coupelle compacte. Il est habituellement bâti dans une cavité d'un arbre, sous le couvert d'une plante grimpante ou d'un buisson, mais le roselin familier n'hésite pas à réutiliser un nid déserté, (nid spécifique ou celui d'une autre espèce comme le Merle d'Amérique), à coloniser les nichoirs mis à sa disposition, ou la corniche d'une maison, voire à s'installer dans une plante ornementale suspendue dans le jardin. Le nid est généralement placé à une hauteur comprise entre 1,5 et 10 m. La ponte comprend de un à six œufs blancs (quatre en moyenne), souvent teintés de bleu ou de vert, avec quelques taches sombres. Leurs dimensions sont de 16,5 à 21,3 mm × 13,0 à 15,2 mm et leur masse de 2,4 g en moyenne.
L'incubation, réalisée exclusivement par la femelle, dure le plus souvent de treize à quatorze jours (les valeurs extrêmes vont de douze à dix-sept jours). À la naissance, les petits, nidicoles, présentent un duvet clair épars. Après l'éclosion, la femelle restera pendant quelques jours en permanence avec eux, tandis que le mâle se chargera de l'approvisionnement en nourriture. Par la suite, les deux parents partiront en chasse et s'occuperont de nettoyer le nid en mangeant les sacs fécaux. Les petits prendront leur essor au bout de deux semaines (entre douze et dix-neuf jours) après l'éclosion. Le mâle continuera de les nourrir pendant quelques jours, tandis que la femelle construira un nouveau nid en vue d'une nouvelle couvée,.

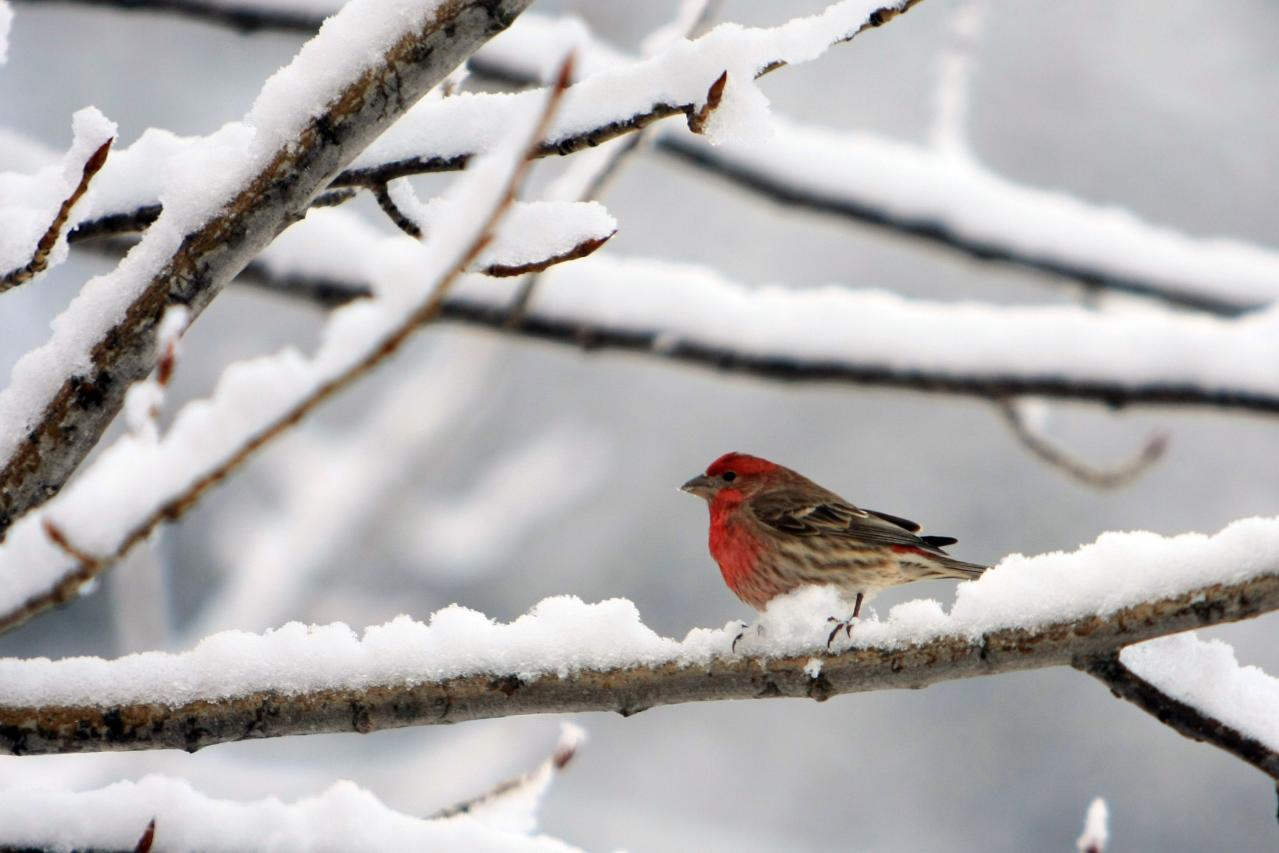
Certains roselins familiers affrontent les rigueurs de l'hiver alors que d'autres effectuent une migration sur des distances variables.

Le roselin familier peut accomplir jusqu'à six pontes par saison de nidification, mais la plupart des femelles n'en effectue que deux et il est très rare que plus de trois pontes produisent des petits à l'envol. Mâles et femelles atteignent la maturité sexuelle dès le printemps suivant (soit à environ neuf mois). Le record de longévité est de onze ans et demi chez cette espèce.

## Répartition et habitat

### Habitat
Il fréquente de nombreux habitats, des déserts non dégradés (pourvu qu'il dispose de suffisamment d'eau et de végétation en particulier pour se reproduire) aux banlieues des villes (parcs et jardins), en passant par les semi-déserts (avec les végétaux Cylindropuntia, Agave filifera et Yucca brevifolia), les maquis (chaparral à genévriers, pins et chênes nains), les bords des cours d'eau, les vergers, les cultures ou les forêts dégradées décidues ou sempervirentes dominées par des sapins (Abies balsamea, Abies grandis, Abies concolor et Abies procera). À l'Est des États-Unis, son habitat est moins diversifié que dans la zone dont il est natif : on le trouve presque exclusivement en milieu urbain ou périurbain.

### Répartition

habitat permanent
zone de nidification

Il semble qu'à l'origine cet oiseau soit natif du sud-ouest américain et du Mexique, puis ait étendu son aire de répartition vers le nord. Il n'a été vu pour la première fois dans la région du plateau de la Columbia, c'est-à-dire au nord-ouest de son actuelle aire de répartition, qu'à partir de 1885. Longtemps limité au sud-ouest du Canada, à l'Ouest des États-Unis et au Mexique, il a été introduit en 1940 à partir d'oiseaux initialement capturés dans la région de Los Angeles et détenus illégalement par des oiseleurs sur la côte est des États-Unis, à Long Island (État de New York). Il a ensuite essaimé dans le sud du Maine et du Nouveau-Brunswick jusqu'en Nouvelle-Écosse, New York, est de l'Ontario, Michigan, Ohio, Pennsylvanie, Virginie, Caroline du Nord et du Sud, Géorgie, Alabama, Tennessee, Kentucky, Indiana, Mississippi, Arkansas, Missouri, Illinois, sud et est de l'Iowa avec quelques îlots de présence disséminés dans le centre et une poche plus importante en Oklahoma. Son aire de répartition s'est étendue pour couvrir, une cinquantaine d'années plus tard, presque tous les États-Unis et le sud du Canada (voir carte de répartition),. L'espèce a aussi été introduite de manière involontaire à partir d'oiseaux échappés de captivité à Hawaï au cours des années 1860,. Actuellement, cet oiseau y est commun sur les îles principales, même en altitude.
Cette expansion s'explique par la grande fécondité des femelles et par le fait que les jeunes se dispersent sur de longues distances. À partir de 1965, une véritable explosion démographique se produit avec des effectifs augmentant de 24 % par an de 1966 à 1970.
Sur Hawaï, l'accroissement des effectifs est dû à l'absence de compétiteur granivore et à l'extension de l'élevage ayant entraîné la mise en place de nombreux abreuvoirs, le roselin du Mexique étant fortement tributaire des points d'eau, même s'il occupe parfois des zones semi-arides. Ainsi, des groupes de plus de 100 oiseaux ont été notés sur les points d'eau des zones les plus sèches de l'archipel. Après un siècle d'introduction, la biologie de reproduction de cette sous-espèce a peu changé, comparativement à celle observée chez les individus du continent américain (fécondité accrue des femelles et habitats utilisés en particulier).
Certains membres des populations du nord-est de l'aire de répartition sont devenus migrateurs, et partent passer l'hiver dans le sud des États-Unis. Les autres sont pour la plupart résidents, même si certains individus du nord-ouest de l'aire de répartition réalisent de courts déplacements latitudinaux ou altitudinaux.

1958-1961
1968-1971
1978-1981
1988-1990
2008

## Systématique

### Taxonomie
Cette espèce a été décrite pour la première fois par Statius Müller, à la page 105 du supplément de sa traduction de Linné (Des Ritters Carl Von Linne Vollstandiges Natursystem) en 1776 ; il lui donne alors le nom Fringilla mexicana. G.R. Gray le fait entrer dans le genre Carpodacus en 1844, sous le nom Carpodacus frontalis (G.R. Gray,1844). Le nom Carpodacus mexicanus lui est attribué par Osbert Salvin et Frederick DuCane Godman en 1886. En 2012, une étude phylogénétique des Fringillidae réalisée par Zuccon et al. rétablit la validité du genre Haemorhous, dont le roselin familier forme l'espèce type et qui était jusqu'alors fusionné dans le genre Carpodacus.

### Sous-espèces
D'après le Congrès ornithologique international, cette espèce est constituée des douze sous-espèces suivantes. Elles se distinguent par l'étendue et l'intensité de la coloration rouge des mâles ainsi que par le plumage plus ou moins foncé. Par ordre phylogénique :
- Haemorhous mexicanus frontalis (Say, 1823) : présent dans l'Est des États-Unis, à Long Island, au sud du Canada, à Hawaï (où les mâles rouges sont rares et les phases jaunes et orangées dominent) ; sous-espèce caractérisée par la coloration rouge du mâle s'étendant plus bas sur la poitrine que chez mexicanus en petites touches rosées, par la calotte, le haut des joues, la nuque et parfois le haut du dos ocre rouge au lieu de brun ;
- Haemorhous mexicanus clementis (Mearns, 1898) : présent sur les Channel Islands de Californie (au large de Los Angeles, Californie) et les îles Coronado (Mexique) ;
- †Haemorhous mexicanus mcgregori (Anthony, 1897) : autrefois présente dans les Islas San Benito et dans l'île Cedros (au large du centre de la Basse-Californie), cette sous-espèce est considérée comme éteinte (dernière observation en 1938)[21] ;
- Haemorhous mexicanus amplus (Ridgway, 1876) : présent dans l'île Guadalupe, au large et à l'ouest du centre-nord de la Basse-Californie (Mexique), sous-espèce plus grande (15 cm) avec le bec également plus épais et le rouge étendu de la face jusqu'au bas des joues ;
- Haemorhous mexicanus ruberrimus (Ridgway, 1887) : présent au sud de la Basse-Californie, au Sonora, au sud-ouest du Chihuahua et au nord de l'État de Sinaloa, au Mexique.
- Haemorhous mexicanus rhodopnus (R.T. Moore, 1936) : présent au centre de l'État de Sinaloa, au Mexique ;
- Haemorhous mexicanus coccineus (R.T. Moore, 1939): présent dans le sud-ouest du Mexique (Guadalajara, État du Colima et Michoacán) ;
- Haemorhous mexicanus potosinus (Griscom, 1928) : présent au nord et au centre du Mexique (États de Chihuahua, Coahuila, Nuevo León, Durango et San Luis Potosí) et l'extrême sud-ouest du Texas (Rio Grande) ;
- Haemorhous mexicanus centralis (R.T. Moore, 1937) : présent dans l'État du Guanajuato et celui du Michoacán, au Mexique[22] ;
- Haemorhous mexicanus mexicanus (Statius Muller, 1776) : présent à l'ouest du continent nord-américain, du sud du Canada jusqu'aux États de l'Idaho, du Wyoming, et de l'ouest du Nebraska jusqu'en Oklahoma, au Texas, en Californie et au-delà jusqu'à la Basse-Californie (Mexique) ;
- Haemorhous mexicanus roseipectus (Sharpe, 1888) : présent dans l'État d'Oaxaca (sous-espèce parfois non reconnue et incluse alors dans mexicanus) ;
- Haemorhous mexicanus griscomi (Miller A.H., 1939) : présent dans l'État de Guerrero, au Mexique ;

La forme texte=anconophila Oberholser, 1974 n'est habituellement pas reconnue comme sous-espèce valide.
Les populations de Californie, de la zone orientale américaine d'introduction et d'Hawaï ont été très étudiées mais celles insulaires et endémiques du Mexique sont méconnues. Les nombreuses différences de colorations ont souvent compliqué la systématique de cette espèce, certains individus aux caractères intermédiaires ne pouvant clairement être rattachés à une sous-espèce.

## Le roselin familier et l'homme

### Les relations entre l'humain et l'espèce

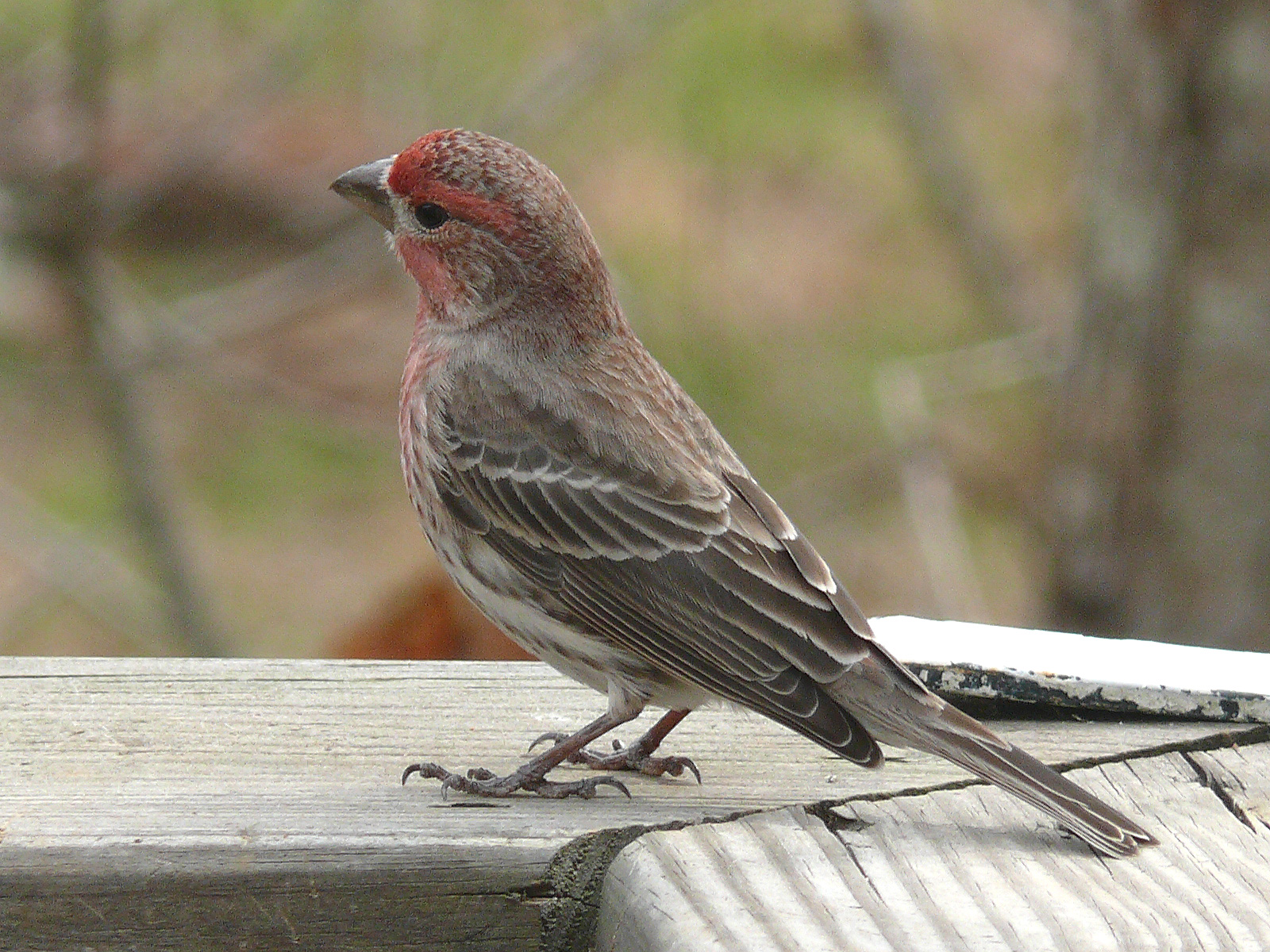
Un roselin familier proche d'une maison.

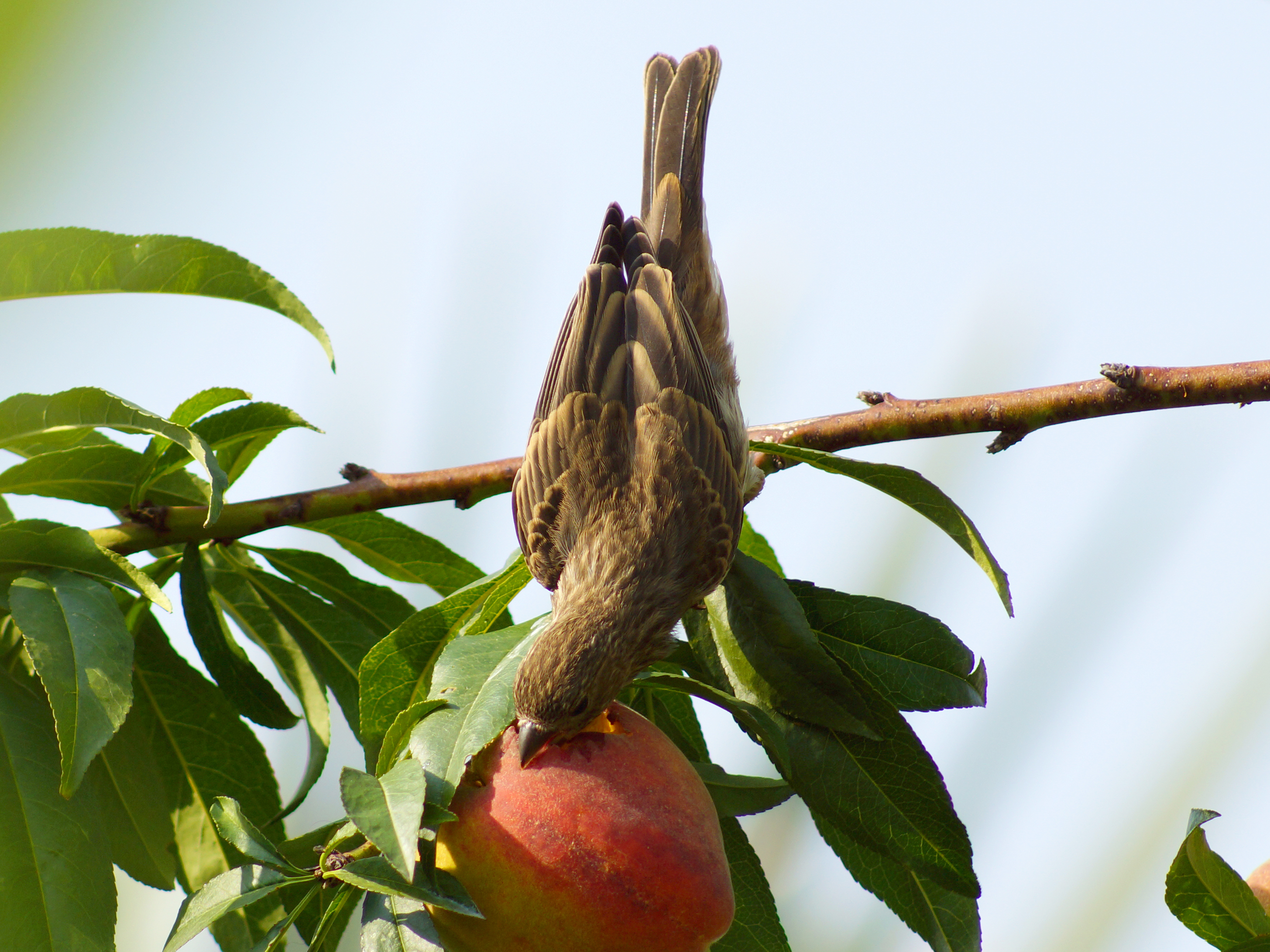
Les roselins familiers (ici une femelle) sont très attirés par certains arbres fruitiers (ici un pêcher) dont ils consomment les fruits.

Le roselin familier peut parfois occasionner des dégâts au niveau des cultures, notamment dans les vergers d'abricotiers, de cerisiers, de pêchers, de pruniers et de nectariniers. Il est par contre le bienvenu au niveau des mangeoires disposées par les nombreux amateurs d'oiseaux de jardin.

### Statut et préservation
Cette espèce ayant une aire de répartition estimée à 7,6 millions de km2 et une population comptant environ 21 millions d'individus (estimation de Birdlife International), l'IUCN l'a classée dans la catégorie LC (préoccupation mineure). Le Cornell Laboratory of Ornithology avance une estimation des effectifs de population beaucoup plus importante, citant une fourchette allant de 267 720 000 à 1 440 720 000 individus.
Les populations de l'Est des États-Unis sont victimes d'épidémies touchant les yeux, notamment une conjonctivite à mycoplasme (Mycoplasma gallisepticum) et une affection à fowlpox virus qui, aveuglant l'oiseau, l'empêche de se nourrir et le livre à la prédation et aux collisions. Dans les années 2000, les effectifs ont chuté de 300 millions d'individus à 120 millions à la suite de la conjonctivite.

### Philatélie
L'Égypte en 2004 et la Tanzanie en 1997 ont émis des timbres à l'effigie de cet oiseau.

### Comportement
Le Roselin a dans certains cas appris à tapisser son nid avec des mégots de cigarette, dont la nicotine (qui est un insecticide naturel) éloigne les tiques et les poux.

## Galerie

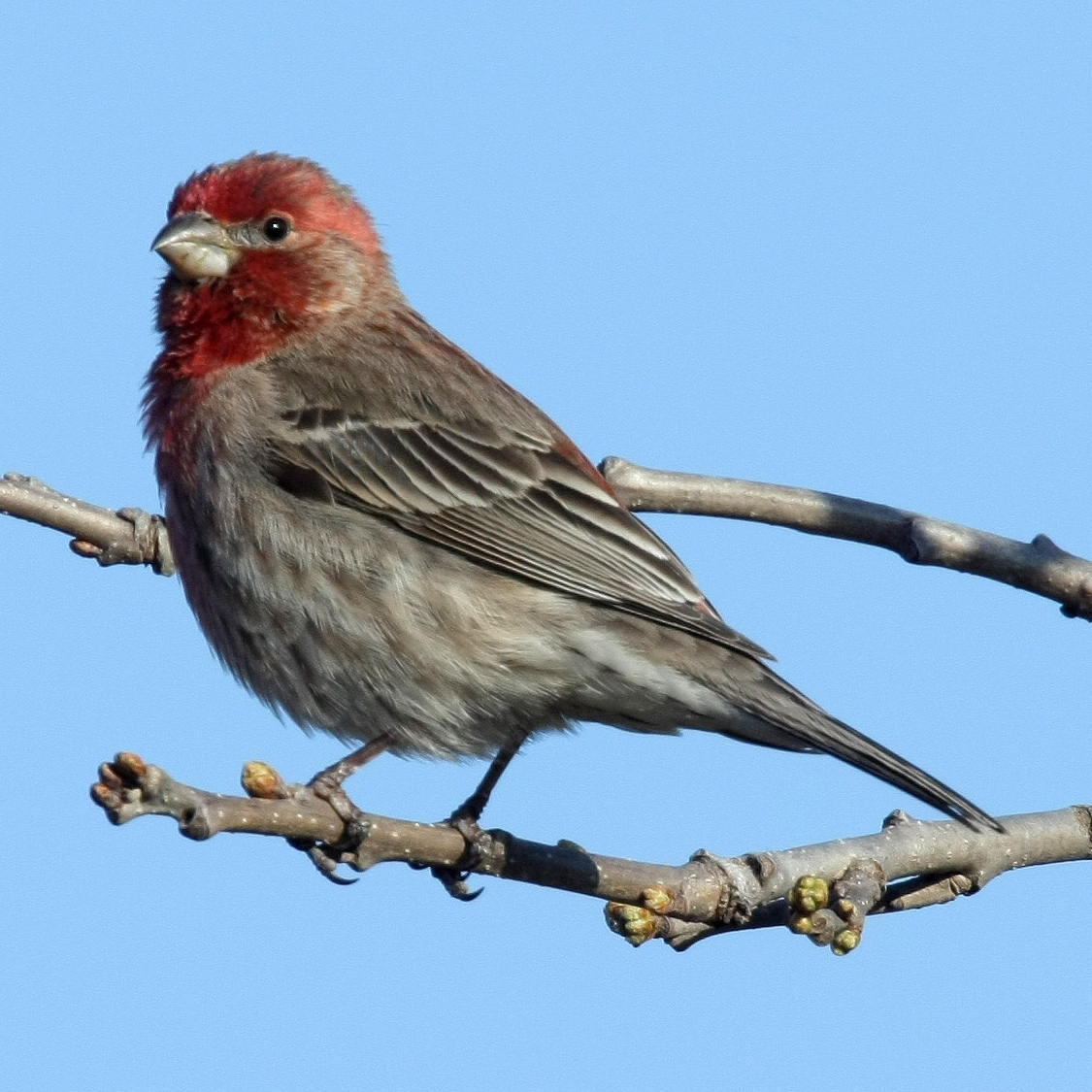
Un mâle au Wisconsin.
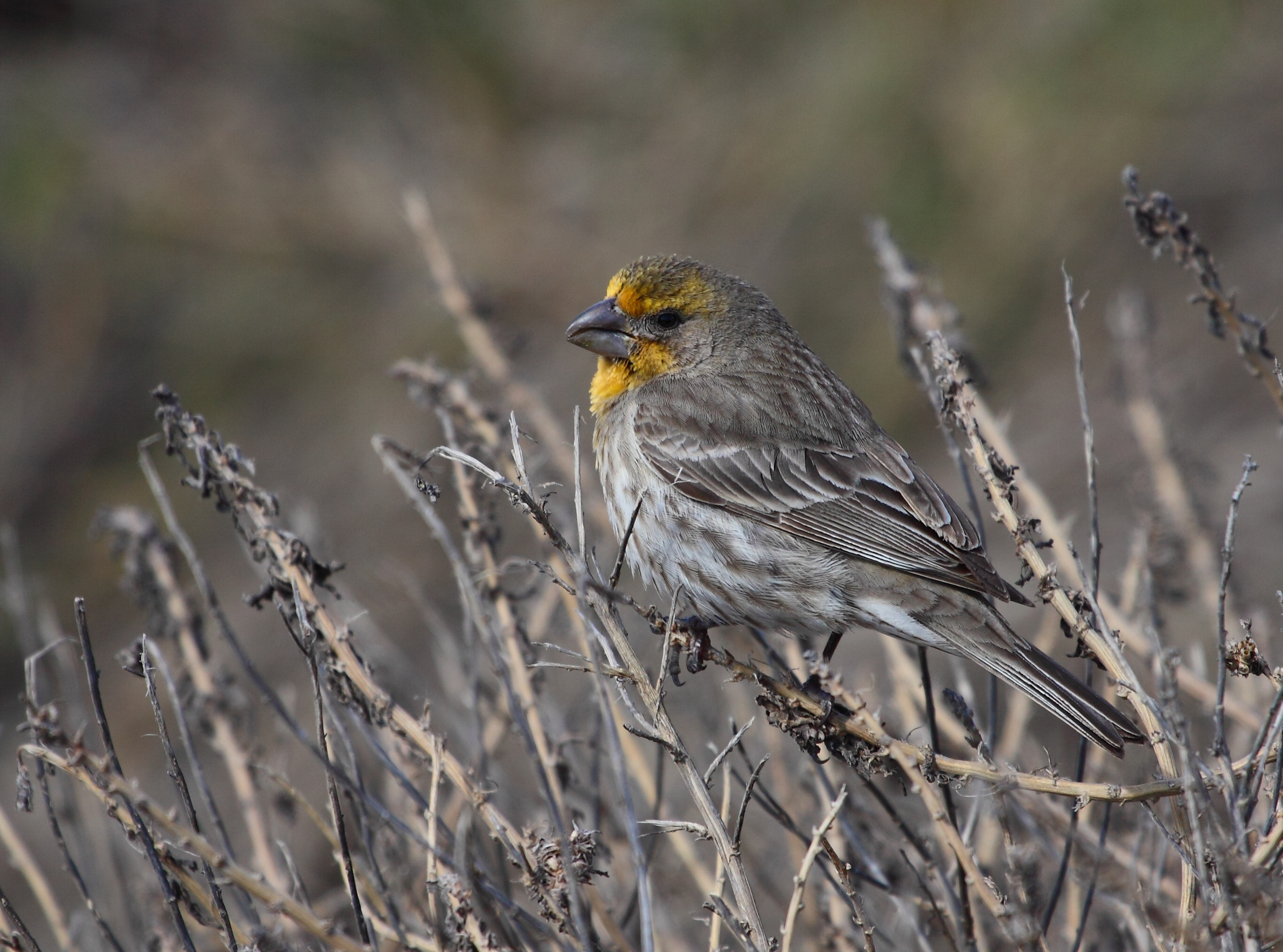
Un mâle au plumage jaune plutôt que rouge du sud de la Californie.
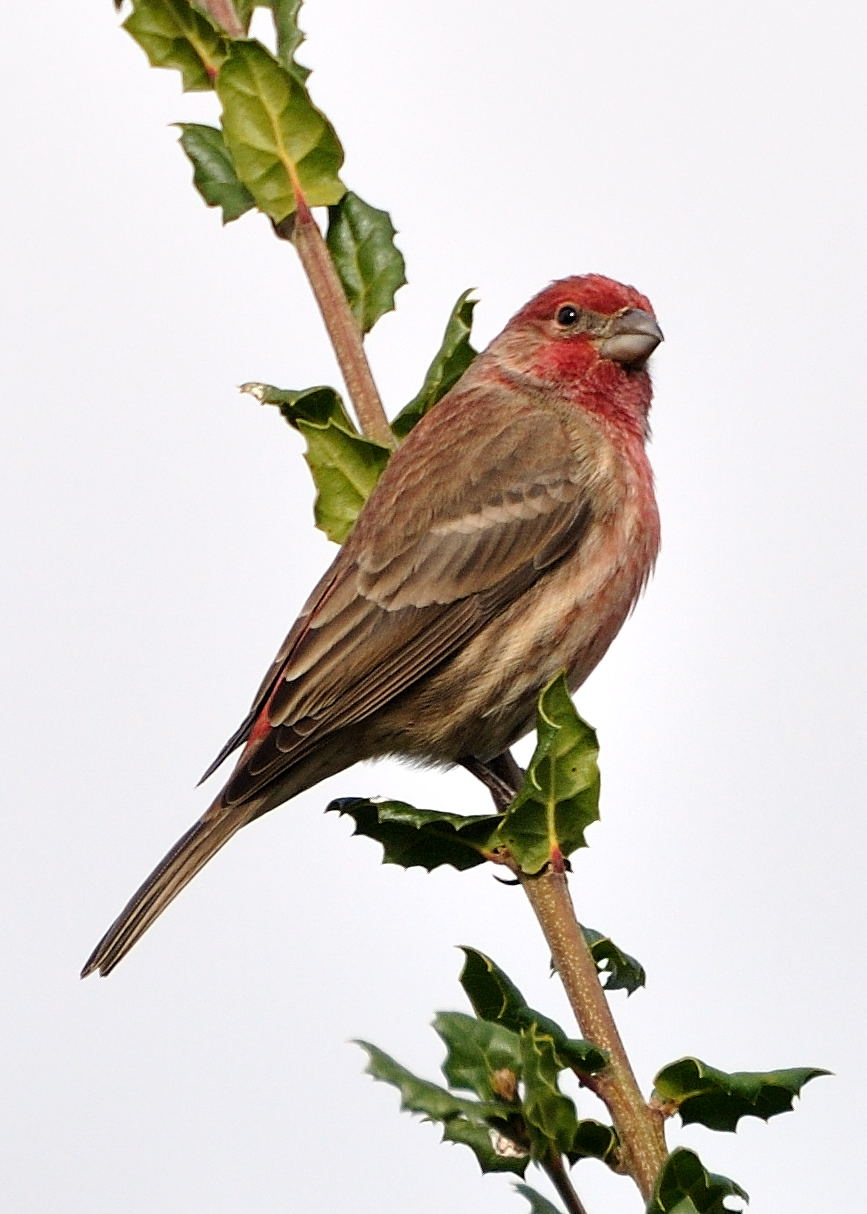
Planche zoologique.

### Médias externes
- Galerie Flickr sur Avibase
- Galerie de photos du roselin familier sur le site Calphotos
- Collection de vidéos sur le site IBC (Internet Bird Collection)